# Fabian Moraw
Fabian Moraw (geboren 1998 in München) ist ein deutscher Schauspieler.

## Leben
Fabian Moraw besuchte die örtliche Sprengelschule in Bogenhausen und später die Montessorischule in München, wo er erste Erfahrungen auf der Bühne bei der TheaterAG sammelte.
Nach diversen Praktika an Theatern absolvierte er von 2017 bis 2020 eine Schauspielausbildung bei der Freien Bühne München. Im Anschluss an seine Ausbildung wurde er in das Ensemble der Münchner Kammerspiele aufgenommen, wo er seitdem als festes Ensemblemitglied regelmäßig auftritt.

## Filmografie
- seit 2022: Alles was zählt

## Theater
- 2019: Lulu, Regie: Jan Meyer, Rolle: Schigolch, Freie Bühne München
- 2019: Woyzeck, Regie: Jan Meyer, Rolle: Andres, Freie Bühne München
- 2021: Quasimodo, Regie: Konrad Wolf, Otto-Falckenberg-Schule München
- 2021–2022: Dr. Berg, Regie: Nele Jahnke, Rolle: Dr. Berg, Münchner Kammerspiele[3]
- 2020: Die Nashörner, Regie: Jan Meyer, Rolle: Händler und Botard, Freie Bühne München
- 2022: Wer immer hofft, stirbt singend, Regie: Jan-Christoph Gockel, Münchner Kammerspiele